# Sancergues
Sancergues is een gemeente in het Franse departement Cher (regio Centre-Val de Loire) en telt 718 inwoners (1999). De plaats maakt deel uit van het arrondissement Bourges.

## Geografie
De oppervlakte van Sancergues bedraagt 15,5 km², de bevolkingsdichtheid is 46,3 inwoners per km².

## Geschiedenis
Sancergues behoorde tot de heerlijkheid St.Martin-des-Champs. Een eerste kanunnikenkerk is in de 9e eeuw gesticht door de aartsbisschop van Bourges. De kanunniken namen in de 12e eeuw het initiatief tot de bouw van de huidige kerk Saint-Jacques-et-Saint-Cyr, nu Historisch Monument. St.Jacob is de patroon van de parochie, St.Cyr de patroon van de kanunniken. De oudste delen van deze kerk stammen uit de 12e en 13e eeuw. Een 15e-eeuwse doopvat staat op een rest van een 12e-eeuws gebeeldhouwd kapiteel. Op een raam in de kerk staat Sint Jacob als pelgrim afgebeeld met staf, hoed en mantel.
De onderstaande kaart toont de ligging van Sancergues met de belangrijkste infrastructuur en aangrenzende gemeenten.

## Demografie
Onderstaande figuur toont het verloop van het inwonertal (bron: INSEE-tellingen).

## Geboren
- Albert Bourlon (1916-2013), wielrenner